# Gouania australiana
Gouania australiana är en brakvedsväxtart som beskrevs av F. Müll.. Gouania australiana ingår i släktet Gouania och familjen brakvedsväxter. Inga underarter finns listade i Catalogue of Life.